# Future Cup
Future Cup er en fodboldturnering for reservehold for de bedste hold i Danmarksturneringen i fodbold. Turneringen blev startet ved sæsonstart 2022–23 og admistreres af Divisionsforeningen, imens at DBU står for dommerpåsætningen.
Der kan maksimalt deltage 16 hold, 12 hold fra Superligaen og 4 hold fra divisionerne. De 4 hold fra divisionerne vurderes ud fra deres udvikling af ungdomsspillere. Turneringen blev spillet efter Swiss Model som er en model hvor alle klubberne er i en række, men fordeles ud på 5 puljer hvoraf klubben skal spille imod de to klubber i egen pulje, og derefter en kamp mod et hold fra hver af de andre puljer. Turneringen er primært for ungdomsspilere, dog må der gerne deltage op til fem spillere over 21 år i 2022-23 sæsonen. I 2023-24 sæsonen er der intet alderskrav, dog skal spilleren være fyldt 15 år på kampdagen. Der må ikke bruges spillere som er til lån og som ikke er registreret i klubben.

## Deltagende hold
| Sæson     | Pulje A                                                  | Pulje B                           | Pulje C                               | Pulje D                                           | Pulje E                         |
| --------- | -------------------------------------------------------- | --------------------------------- | ------------------------------------- | ------------------------------------------------- | ------------------------------- |
| 2022-2023 | F.C. København FC Midtjylland Brøndby IF                 | FC Nordsjælland AaB Silkeborg IF  | Odense BK Randers FC AGF              | Lyngby Boldklub Viborg FF AC Horsens              | SønderjyskE Vejle BK Esbjerg fB |
| 2023-2024 | F.C. København FC Nordsjælland FC Midtjylland Brøndby IF | AGF OB Randers FC Lyngby Boldklub | Silkeborg IF AaB Viborg FF AC Horsens | Vejle Boldklub SønderjyskE Hvidovre IF Esbjerg fB |                                 |
| 2024-2025 | F.C. København FC Nordsjælland FC Midtjylland Brøndby IF | AGF OB Randers FC Lyngby Boldklub | Silkeborg IF AaB Viborg FF AC Horsens | Vejle Boldklub SønderjyskE Hvidovre IF Esbjerg fB |                                 |

### Vindere
- 2022-23: FC Nordsjælland
- 2023-24: Viborg FF
- 2024-25: Randers FC